# Дионска епархия
Дионската епархия (на латински: Dioecesis Diensis) е титулярна епископия на Римокатолическата църква с номинално седалище в македонския град Дион, Гърция. Епархията е подчинена на Солунската архиепископия. Като титулярна епископия е установена в 1933 година.
Античната Дионска епархия не е спомената в нито една Notitia Episcopatuum. Единственият известен епископ е Паладий, участник в Сердикийския събор в 343 – 344 година.
Епископи
| Име     | Име       | Години            |
| ------- | --------- | ----------------- |
| Паладий | Παλλάδιος | споменат в 344 г. |

Титулярни епископи
| Име                   | Име                    | Управление                      | Забележка | Години                          |
| --------------------- | ---------------------- | ------------------------------- | --------- | ------------------------------- |
| Павао Драгичевич      | Paul Draghichevich     | 15 декември 1740 – ?            |           |                                 |
| Ирзио Луиджи Малякани | Irzio Luigi Magliacani | 25 декември 1949 – 15 март 1976 |           | 16 февруари 1892 – 15 март 1976 |